# 3 Katowicki Pułk Piechoty im. Jana Henryka Dąbrowskiego
3 Katowicki Pułk Piechoty im. Jana Henryka Dąbrowskiego – pułk piechoty polskiej okresu III powstania śląskiego.

## Historia
Sformowany w katowickimi obwodzie POW początkowo jako batalion w grupie taktycznej Walentego Fojkisa. Brał udział w walkach o Katowice w pierwszych dniach powstania, do czasu ich zaniechaniu w związku z interwencją wojsk francuskich.
W maju zgodnie z rozkazem z 10 maja 1921 roku dowództwa Grupy „Wschód” rozwinięty w 3 pułk. Formowanie pułku zostało zakończone w połowie maja. W dniu 24 maja 1921 roku pułk został koleją przetransportowany z Ligoty do Rudzińca w celu wzięciu udziału w walkach w rejonie Góry św. Anny.
W dniu 28 maja wraz z Królewskohuckim Pułkiem Piechoty zajął pozycje obronne na linii od miejscowości Wielmierzowice, przez Krasową, Łąki Kozielskie do Zimnej Wódki. W dniu 2 czerwca pułk wziął udział wraz z oddziałem Roberta Oszka w kontrataku i wyparł Niemców z Lichyni.
W dniu 4 czerwca 1921 roku wojska niemieckie zaatakowały Lichynię, a po jej zdobyciu stanowiska obronne w Zimnej Wódce i Zalesiu Śląskim, gdzie przełamały obronę powstańców. Pułk został zmuszony wycofać się na drugą linię obronną, gdzie został rozformowany, a jego żołnierze zdemobilizowani.

## Obsada pułku
- Dowódca – Rudolf Niemczyk
- Szef sztabu – Jan Kolbusz
- Oficerowie łączności – Leszek Hoser, Ludwik Lipka, Jan Parczyk
- Oficer taborów – Henryk Miękin
- Oficer broni – Stanisław Morawski
- Oficer sztabowy – Paweł Chrostek
- Oficer gospodarczy – Stefan Musielewicz
- Lekarz – Stanisław Skiba[1]
- Dowódca 1 batalionu – Henryk Kalemba
  - 1 kompania – Władysław Wieczorek
  - 2 kompania – Ryszard Drzyzga
  - 3 kompania – Augustyn Wielkoszyński, później Paweł Rakocz
  - pluton saperów – Roman Szuwałd
- Dowódca 2 batalionu – Alojzy Gruszka
  - 4 kompania – Paweł Maślanka
  - 5 kompania – Konrad Nyc
  - 6 kompania – Franciszek Koźlik
  - pluton saperów – Władysław Flak
- Dowódca 3 batalionu – Maksymilian Nędza
  - 7 kompania – Paweł Krawczyk
  - 8 kompania – Jan Bogacki
  - 9 kompania – Robert Czupał